# Acasta Island
Acasta Island ist eine unbewohnte Insel im Indischen Ozean vor der Küste des australischen Bundesstaats Western Australia. Sie ist 8,2 Kilometer vom australischen Festland entfernt. 
Sie ist 200 Meter lang, 70 Meter breit und vier Meter hoch. Die Nachbarinseln heißen Lauangi Island, Laplace Island und Descartes Island.